# اسکار سونجی
اسکار سونجی (انگلیسی: Óscar Sonejee؛ زادهٔ ۲۶ مارس ۱۹۷۶) بازیکن فوتبال اهل آندورا است.
وی همچنین در تیم ملی فوتبال آندورا بازی کرده‌است.